# Alfa Laval
Alfa Laval AB ist ein börsennotierter Hersteller von Produkten für die Stofftrennung, Wärmeübertragung sowie Förderung von Fluiden mit Sitz in Lund/Schweden. Das Unternehmen ist Teil des OMX Stockholm 30 Index.

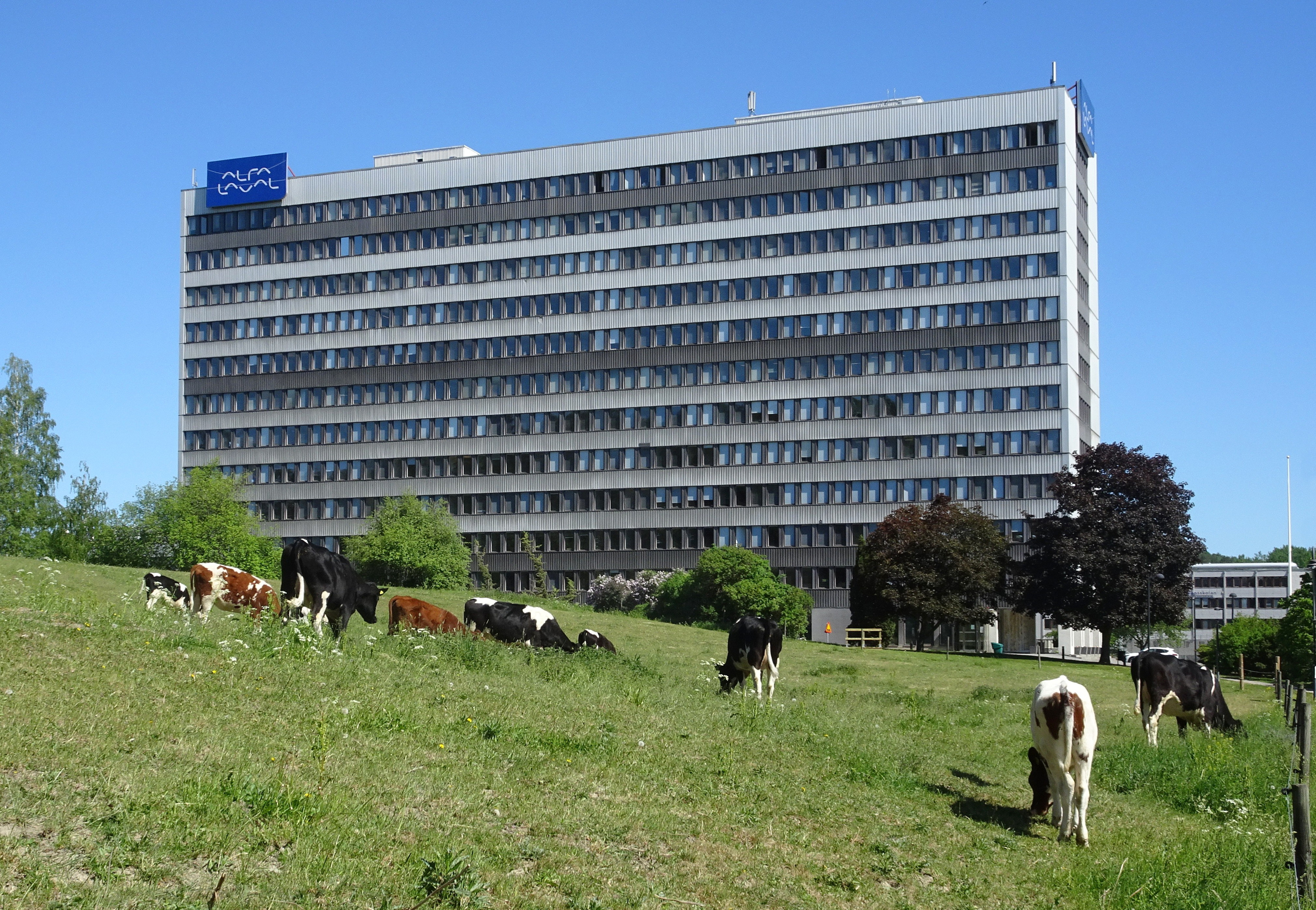
Bürogebäude von Alfa Laval in Tumba

Alfa Laval hat 42 Produktionsstandorte (22 in Europa, 10 in Asien, 8 in den USA und 2 in Lateinamerika).

## Geschichte
1883 gründeten Gustaf de Laval und Oscar Lamm die Firma AB Separator, die Separatoren fertigt. Im gleichen Jahr wurde in den USA die De Laval Cream Separator Co. gegründet. 1888 wurden die ersten Pumpen verkauft, die Magermilch aus Zentrifugalabscheidern pumpen. Das Patent des deutschen Erfinders Clemens von Bechtolsheim für konische Metallscheiben wurde 1889 erworben. Durch den Einsatz dieser sogenannten Alfa-Disc wird die Kapazität von Separatoren um ein Vielfaches erhöht.
1890 stellte AB Separator den weltweit ersten Separator vor, der die Alfa-Disc-Stack-Technologie nutzte. Der erste Milchpasteurisierapparat wurde eingeführt. Gustaf de Laval begann 1910 mit der Konstruktion einer Melkmaschine.
Von 1919 bis 1936 wurden in Dänemark, Südafrika, Finnland, Australien, Neuseeland, Polen, Jugoslawien und Irland Tochtergesellschaften gegründet. 1938 stellte AB Separator seinen ersten Wärmetauscher vor.
Der Verkauf der selbstreinigenden Zentrifugalabscheider und Dekanterzentrifugen begann 1951.
1963 änderte die Firma ihren Namen von AB Separator zu Alfa-Laval AB. Der Name  Alfa leitet sich von den Alpha-Discs und Laval vom Firmengründer ab. Alfa-Laval erwarb 1971 eine Mehrheitsbeteiligung an der dänischen Lavrids Knudsens Maskinfabrik (LKM) , die die Gründung von Alfa-Laval im Bereich Fluid Handling markierte. 1976 begann in Schweden der Bau einer neuen Produktionsstätte für Meeresabscheider in Tumba außerhalb von Stockholm. Im Jahr 1981 stärkte Alfa Laval seine Präsenz in Japan, indem es seine Beteiligung an der japanischen Firma Nagase-Alfa  auf 70 Prozent erhöhte. Tetra Pak, ein Konzern, der weltweit Verpackungslösungen für die Lebensmittelindustrie anbietet, übernahm im Jahr 1991 Alfa Laval. 1993 wurde Alfa Laval zu einem unabhängigen Industriekonzern innerhalb der Tetra Laval Gruppe. Landmaschinen und -systeme wurden zu einem neuen Industriekonzern, Alfa Laval Agri, umstrukturiert. In Kaliningrad in der Oblast Moskau (dem heutigen Koroljow) wurde 1996 eine neue Fabrik für Wärmetauscher, Fluid-Handling-Anlagen und Module für die Lebensmittelindustrie und die Getränkeindustrie eröffnet.
Im Jahr 2000 kaufte die Private-Equity-Gesellschaft Industri Kapital die Alfa Laval Gruppe. 2002 wurde Alfa Laval an der Stockholmer Börse gelistet. Im gleichen Jahr wurden zwei dänische Unternehmen erworben: Danish Separation Systems A/S, ein Spezialist für Membranfiltration für die Pharma- und Lebensmittelindustrie, und die Toftejorg Group, ein Anbieter von Tankreinigungssystemen. Im Jahr 2005 übernahm die französische Firma Packinox S.A., die große, geschweißte Plattenwärmetauscher für Öl- und Gas- sowie Raffinerieanwendungen anbietet. Die in den Niederlanden ansässigen Unternehmen Helpman und Finnish Fincoil wurden 2007 übernommen, beides Anbieter von Luftwärmetauschern. Helpman-Produkte werden für die gewerbliche Kühlung von Lebensmitteln eingesetzt. Fincoil ist in der industriellen Kraftwerkskühlung tätig. Alfa Laval erwarb Aalborg Industries im Jahr 2011 und zwei Jahre später das norwegische Unternehmen Frank Mohn, das die Präsenz von Alfa Laval auf dem Marine- und Offshore-Markt erweiterte.